# Lauranne Oliva
Lauranne Oliva (Aiguatèbia, 21 de juny de 2000), cantant d'òpera nord-catalana, soprano de coloratura.
Nominada al premi Victoires de la Musique Classique 2024 a la categoria Revelació, artista d'òpera. El 2023, va guanyar el Primer Premi al concurs Voix nouvelles a l'Opéra-Comique de París i el Primer Premi i el Premi del Públic al Concurs d'Òpera de París al Théâtre des Champs-Élysées de París. L'any 2020, va guanyar el primer premi al concurs Nits d'òpera de Marmande a París. El 2021, la Societat Richard Wagner de Niça li va concedir la Beca Internacional Richard Wagner.

## Educació
Alumna de La Bressola i del liceu Aragon de Perpinyà, va iniciar-se a la música amb deu anys. Va començar la seva formació musical en piano i, a 13 anys, també es va dedicar al cant al Conservatori Montserrat Caballé de Perpinyà. Del 2021 al 2023 va estudiar a l'Opéra Studio de l'Òpera Nacional del Rin d'Estrasburg.

## Carrera artística
El seu primer paper va ser Susanna a Les noces de Fígaro, interpretada l'any 2020 al Teatre Municipal de Perpinyà, amb la participació d'alumnes del conservatori de la ciutat. El mateix any, durant el concurs i festival Nits d'Òpera de Marmande de París, on va debutar entre artistes professionals com Zerlina a Don Giovanni, va ser convidada a treballar amb el conjunt barroc I Gemelli, amb qui va actuar a les òperes de Monteverdi el 2021-2023: Orfeu (Théâtre de Poissy), El retorn d'Ulisses a la seva pàtria (Victoria Hall, Ginebra, i Théâtre des Champs-Élysées de París) i La coronació de Popea (Théâtre des Champs-Élysées de París i Opéra national du Rhin a Estrasburg). Ha interpretat també Micaëla en dues adaptacions de l'òpera Carmen de Bizet, Pamina en una adaptació de La flauta màgica de Mozart, Miss Ellen a Lakmé de Delibes i Dalinda a Ariodante de Händel.